# Čakanovce (Košice)
Čakanovce (in ungherese Ósvacsákány) è un comune della Slovacchia facente parte del distretto di Košice-okolie, nella regione di Košice.